# Kenneth Gustavsson (fotograf)
Kenneth Gustavsson (7. dubna 1946 – 21. prosince 2009) byl švédský fotograf a zakladatel fotografické agentury.

## Životopis
Gustavsson vyrostl na předměstí severozápadně od Stockholmu. V letech 1964 až 1967 studoval fotografii na Fotoskolan ve Stockholmu, kde byl vedoucím fotografem Christer Strömholm, ve stejné době jako Anders Petersen. Po promoci v roce 1967 spolu s Petersenem založili fotografickou agenturu Saftra (Saftra Reportage Fotografi).
Švédský fotografický časopis Foto publikoval Gustavssonovo dílo v 60. letech. Spolu s Andersem Petersenem Gustavsson vylíčil stockholmské slumy na výstavě ve Stockholmském městském muzeu v roce 1969. Poté, co většinu 70. let nepracoval ve fotografii, oživil Gustavssonovu kariéru v roce 1983 článek v časopise ETC a pokračoval v plnění úkolů v Belfastu, Chicagu, Reykjavíku a New Yorku pro ETC. V roce 1984 mu byla udělena Fotografická cena časopisu FOTO.
Kritik Gerry Badger o Gustavssonově díle řekl, že „je jistě velmi poválečné, hluboce existenciální a zářivě poetické. A jako většina dobrých fotografií je to okouzlující zkoumání lidských podmínek a našeho vztahu ke světu."

## Výstavy
- Staden i retur, Stockholm City Museum, 1969. S Andersem Petersenem.
- Galleri Gauss, Stockholm, 1984
- Jen Obrázky. PS1, New York, 1985. Skupinová výstava.[1]
- Současná černobílá západoevropská fotografie, 1987. Skupinová výstava.[1]
- Fotofest, Houston, TX, 1988. Skupinová výstava.[1]
- 150. výročí fotografie, Praha, 1989. Skupinová výstava.[1]
- Indicier (Indikace). Kulturhuset, Stockholm, 1996. S Christerem Strömholmem a Andersem Petersenem.[1]
- Reality Revisited. Moderna Museet, 2009
- Podívejte se na svět. Moderna Museet, 2011
- Kouzelný bar. Fotografické muzeum, Stockholm, 2012. Fotografie pořízené ve Švédsku, Německu a Francii od konce 60. do počátku 90. let.
- Způsob života. Moderna Museet, Malmö, 2014[2]